# Tauberfeld

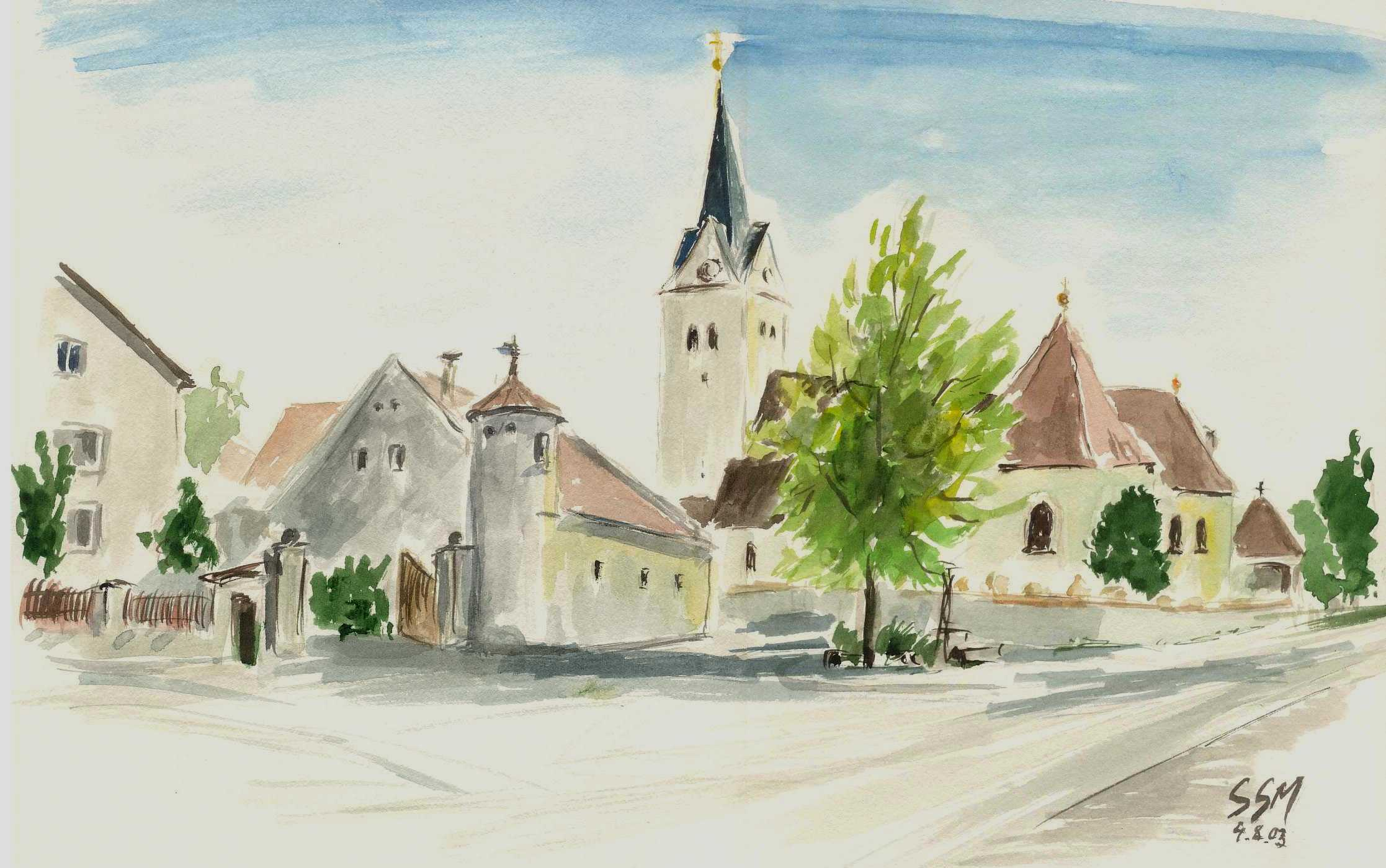
Tauberfeld, Dorfmitte mit Kirche. Aquarell von Siegfried Schieweck-Mauk, Eichstätt (Nr. 999)

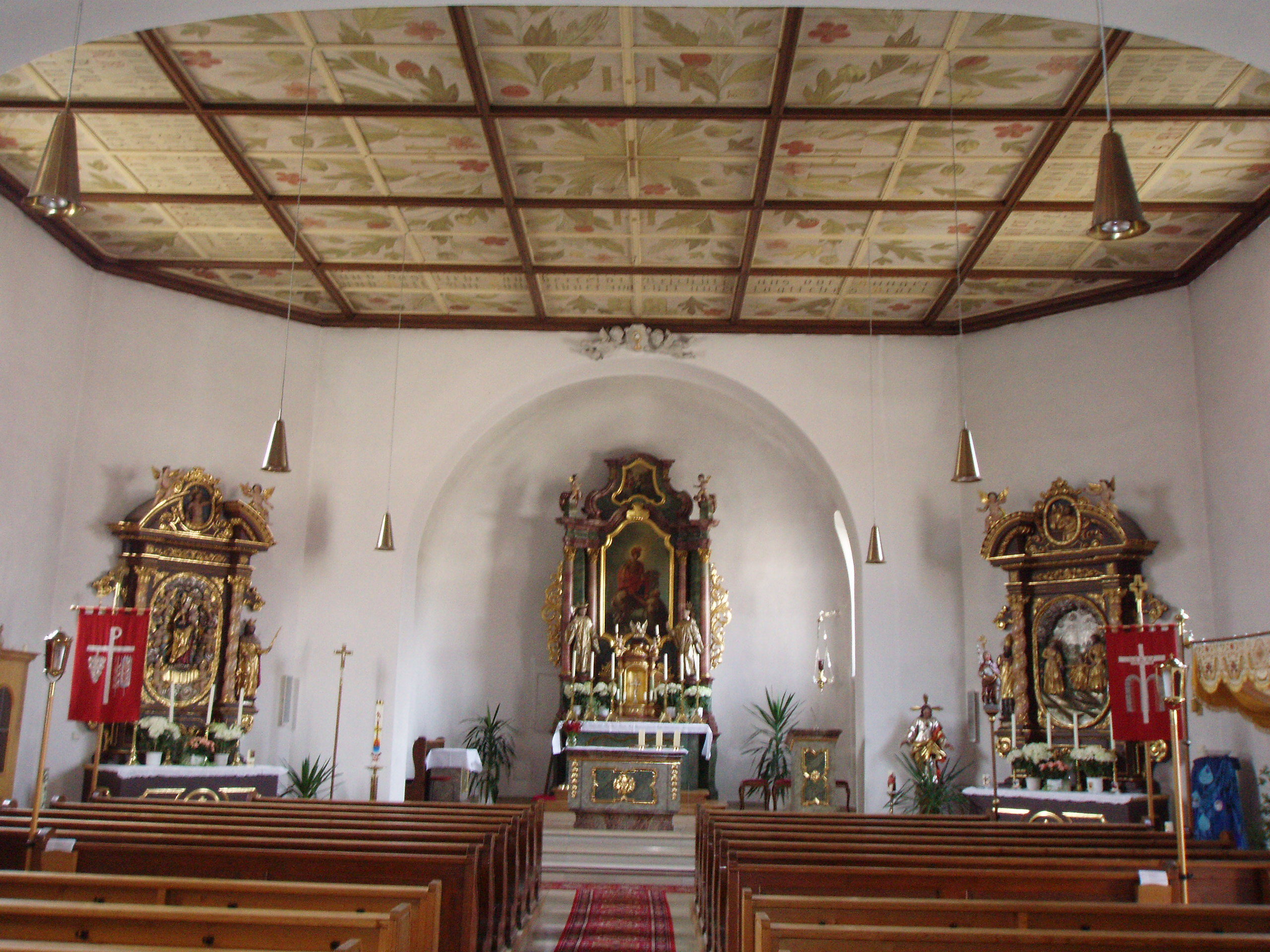
Blick in den Erweiterungsbau der Tauberfelder Kirche

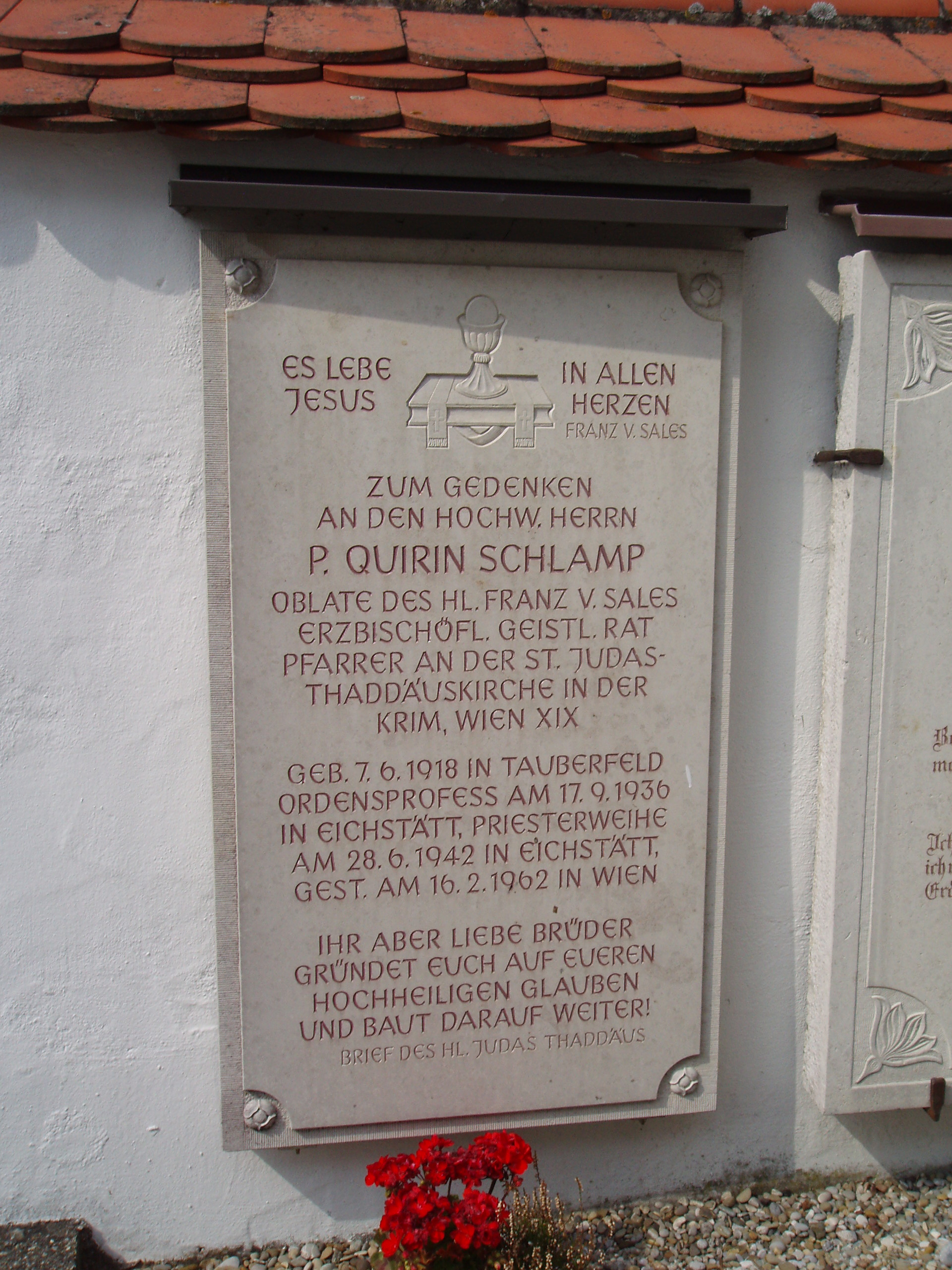
Gedenktafel an P. Quirin Schlamp an der Tauberfelder Friedhofsmauer

Tauberfeld ist ein Gemeindeteil der Gemeinde Buxheim im Landkreis Eichstätt (Oberbayern, Bayern).

## Ortsnamensdeutung
Tauberfeld wird gedeutet als Feld mit Taubeeren (Heidel- oder Schwarzbeeren).

## Geografische Lage
Das Kirchdorf Tauberfeld liegt in der südlichen Frankenalb südöstlich von Eichstätt und nordwestlich des Gemeindesitzes Buxheim an der Bahnstrecke München–Treuchtlingen mit Haltestelle in Tauberfeld. Zu erreichen ist der Ort über die Kreisstraße EI 8, die im „Tauberfelder Grund“ von der Bundesstraße 13 abzweigt und über Tauberfeld weiter nach Buxheim führt.

## Geschichte
Bei dem Ort sind 15 Grabhügel aus der Hallstattzeit nachgewiesen.
Vor 1144 übergab der Ministeriale Udalrich de Hutteshoven (= Hitzhofen) sein Gut Tauberfeld an das Benediktinerinnenkloster St. Walburg in Eichstätt zur Sicherung des Lebensunterhaltes seiner Tochter, der Nonne Irmengard. 1142 bis 1277 gab es einen Tauberfelder Ortsadel, dessen Sitz noch nicht nachgewiesen werden konnte. 1179 bestätigte Papst Alexander III. dem Eichstätter Domkapitel den Besitz des Tauberfelder Meierhofs. 1239 besaß das Augustinerchorherrenstift Rebdorf hier Güter. In der Auseinandersetzung um das Hirschberger Erbe 1305 wurde der Ort dem Hochstift Eichstätt zugesprochen. 1484 tauschte das Eichstätter Domkapitel von Bischof Wilhelm von Reichenau den Zehent von Tauberfeld gegen andere Güter und Untertanen ein.
Am Ende des Alten Reiches bestand Tauberfeld aus 38 Untertanenfamilien von acht Grundherren: Dem fürstbischöflichen Hofkastenamt unterstanden 25 Anwesen, dem Eichstätter Domkapitel drei, der Eichstätter Domvikarie zwei, dem Klosterrichteramt Rebdorf vier Güter sowie der Bruderhausstiftung Eichstätt, der St. Johannispflege Eichstätt, der Kirche Nassenfels und der Hofmark Bergen je ein Gut. Außerdem gab es ein Schulhaus, ein Hirtenhaus und ein Forsthaus; Tauberfeld war Sitz eines fürstbischöflichen Unterförsters.
Nach der Säkularisation des Hochstifts Eichstätt infolge des Reichsdeputationshauptschlusses kam Tauberfeld 1802 an das Großherzogtum Toscana des Kaiserbruders Ferdinand, 1806 schließlich an das neue Königreich Bayern und dort in das Landgericht/Rentamt Eichstätt. 1808 wurde der Ort dem Steuerdistrikt Buxheim zugeordnet; 1818 wurde die Ruralgemeinde (ab 1835: Landgemeinde) Tauberfeld durch das zweite Gemeindeedikt wieder hergestellt. Vorübergehend, 1817 bis 1819, gehörte sie dem Landgericht Ingolstadt an.
1870 erhielt der Ort Anschluss an die Bahnlinie Ingolstadt–Treuchtlingen mit Haltestelle/Bahnhof. 1909 erhielt der Ort eine Wasserversorgung mittels eines Wasserhauses mit einem 36 Meter tiefen Brunnen. 1969 erfolgte der Anschluss an die Wasserversorgung Buxheim. 1999 wurde beim ehemaligen Wasserhaus ein Findling als Gedenkstein aufgestellt.
Am 29. Juni 1911 musste der Flugpionier Hellmuth Hirth bei einem Preisflug von München nach Berlin nach einem Motorausfall bei Tauberfeld notlanden. In der Nacht vom 27. auf den 28. August 1940 wurde bei dem ersten Bombenabwurf auf bayerischem Boden ein Hof am Ortsrand beschädigt.
Am 1. April 1971 wurde die bis dahin selbständige Gemeinde Tauberfeld nach Buxheim eingemeindet. Bei der Gebietsreform 1972 wechselte Tauberfeld mit dem Landkreis Eichstätt von Mittelfranken in den Regierungsbezirk Oberbayern. Der überwiegend landwirtschaftlich geprägte Ort hatte 1983 bei 678 Einwohnern 40 bäuerliche Vollerwerbs- und neun Nebenerwerbsbetriebe.
Bei Tauberfeld gab es einen Weiler Mossolteshule, 1142 erwähnt, der abgegangen ist. In der Nähe des Tauberfelder Grundes erinnert eine 1956 errichtete Säule an eine abgegangene St. Pankratius-Wallfahrtskapelle.

### Katholische Filialkirche St. Martin
Zwischen 1182 und 1189 weihte der Eichstätter Bischof Otto in Tauberfeld eine Kirche. Die heutige katholische Filialkirche St. Martin stammt von 1629 und wurde 1901 erneuert. 1947/48 wurde sie nach Plänen des Münchner Architekten Fritz Haindl nach Westen erweitert und der Chor dorthin verlegt; der Erweiterungsbau hat eine bemalte Holzkassettendecke. Die barocke Ausstattung wurde weitgehend aus dem Vorgängerbau übernommen; die Seitenaltäre von 1650/60 stammen wahrscheinlich aus dem Kloster Rebdorf. Der Hochaltar mit dem Hauptbild Heiliger Martin mit dem Bettler im Nazarener-Stil ist ein Werk des Spätrokokos (1769). 1767 wurde bei einer Restaurierung das Deckengemälde Heiliger Martin in der Glorie mit umgebenden Bildern angebracht. Die begleitenden Medaillons wurden vor 1928 übermalt und 1993 von Stefano Cafaggi (Italien) neu gemalt. Der Turm mit seinen drei Glocken ist im Kern mittelalterlich. Die Kirche birgt ein modernes Kreuz des Eichstätter Bildhauer-Künstlers Raphael Graf. 2001 kam eine neue Orgel des Orgelbauers Hubert Sandtner aus Dillingen mit 654 Zinn- und 116 Holzpfeifen in die Kirche, die die Orgel von 1897 ersetzte. 2005 wurde im Osten der Kirche außen eine Marienfigur von Hans Seltmann angebracht. 2010 kam ein neuer Taufstein, geschaffen von dem Eichstätter Bildhauer Rupert Fieger, in die Kirche.

## Persönlichkeiten
- Quirin Schlamp OSFS, Pfarrer an der St.-Judas-Thaddäus-Kirche in der Krim, Wien XIX, * 7. Juni 1918 in Tauberfeld, † 16. Februar 1962 in Wien
- Konrad Haußner, OSFS, ab 1997 Provinzial der Oblaten des heiligen Franz von Sales, geboren 1943 in Tauberfeld[19]

## Einwohnerzahlen
- 1818: 51 Familien bzw. 241 Einwohner[20]
- 1830: 195 Einwohner, 40 Anwesen[9]
- 1950: 542 Einwohner, 80 Anwesen[9]
- 1983: 678 Einwohner[5]
- 2011: 921 Einwohner[21]
- 2017: 945 Einwohner[22]

## Vereine
- Freiwillige Feuerwehr Tauberfeld, gegründet 1874
- Heimat-, Krieger- und Soldatenverein, gegründet 1909 als Veteranen- und Militärverein
- Zweigverein des Kath. Deutschen Frauenbundes, gegründet 1933[23]
- Schützenclub 1898 Tauberfeld e. V.[24]
- Schützenverein Edelweiß Tauberfeld e. V.[25]
- Anglerverein Petri-Jünger Tauberfeld e. V.[26]